# Kész katasztrófa
A Kész katasztrófa (eredeti cím: Trainwreck) 2015-ben bemutatott amerikai filmvígjáték, melyet Amy Schumer forgatókönyvéből Judd Apatow rendezett. A főbb szerepekben Amy Schumer, Bill Hader, Tilda Swinton, Brie Larson, Colin Quinn, Vanessa Bayer, John Cena és LeBron James látható.
Az Amerikai Egyesült Államokban a film premierje a Southwest Filmfesztiválon volt 2015. március 15-én, majd július 17-én került a mozikba. Magyarországon másfél hónappal később, augusztus 27-én mutatták be szinkronizálva, a UIP-Dunafilm forgalmazásában.
A film általánosságban pozitív véleményeket kapott a kritikusoktól.

## Cselekmény
Gordon Townsend (Colin Quinn) elmagyarázza két kislányának, Amynek (Devin Fabry) és Kimnek (Carly Oudin), hogy ő és azt édesanyjuk régen elváltak, mert a monogámia nem életszerű. Huszonhárom évvel később Amy (Amy Schumer) rendszeresen részegségig leissza magát, ami miatt sokan elítélik, emellett szexuálisan kicsapongó életet is él.

## Szereplők
| Szereplő | Színész           | Magyar hang         |
| --- | ----------------- | ------------------- |
| Amy Townsend | Amy Schumer       | Peller Anna         |
| Dr. Aaron Conners | Bill Hader        | Rába Roland         |
| Gordon Townsend | Colin Quinn       | Gáspár Tibor        |
| Kim Townsend | Brie Larson       | Zsigmond Tamara     |
| Dianna | Tilda Swinton     | Pokorny Lia         |
| Steven | John Cena         | Zámbori Soma        |
| Temembe | Method Man        | Sarádi Zsolt        |
| Rachel nővér | Rachel Feinstein  | Bálizs Anett        |
| Kutyasétáltatók | Daniel Radcliffe  | Gacsal Ádám         |
| Kutyasétáltatók | Marisa Tomei      | Németh Borbála      |
| LeBron James | LeBron James      | Barabás Kiss Zoltán |
| Matthew Broderick | Matthew Broderick | Lippai László       |
| Chris Evert | Chris Evert       | Szórádi Erika       |
| További magyar hangok: Törtei Tünde, Fesztbaum Béla, Szalóczy Pál, Seder Gábor, Várkonyi Andrea, Mesterházy Gyula, Pál Tamás, Jéger Zsombor, Gáspár Kata, Debreczeny Csaba, Nagy Gereben, Szabó Máté, Kálid Artúr, Verebély Iván, Makranczi Zalán, Nádasi Veronika, Jakab Márk, Vida Sára, Stern Hanna, Sallai Nóra, Wégner Judit, Jakab Csaba, Suhajda Dániel, Horváth-Töreki Gergely, Kiss Anikó, Bordás János, Borsányi Dániel, Bárány Virág, Farkas Zita, Kapácsy Miklós, Téglás Judit, Bartók László, Kis-Kovács Luca |                   |                     |

## A film készítése
A film forgatása 2014. május 19-én kezdődött New Yorkban.

## Fogadtatás
A Metacritic oldalán a film értékelése 75% a 100-ból, amely 45 véleményen alapul. A Rotten Tomatoeson a Kész katasztrófa 85%-os minősítést kapott, 191 értékelés alapján.